# Miconia robinsoniana
Miconia robinsoniana är en tvåhjärtbladig växtart som beskrevs av Célestin Alfred Cogniaux. Miconia robinsoniana ingår i släktet Miconia och familjen Melastomataceae. Inga underarter finns listade i Catalogue of Life.